# Nash Mills
Nash Mills est une paroisse civile et un village du Hertfordshire, en Angleterre.